# Hendrick Thibaut
Hendrick Thibaut (Middelburg, 1604 - aldaar, 25 december 1667) was een Zeeuws bestuurder.
Hendrick Thibaut stamde uit een Vlaams koopmansgeslacht. In 1633 deed hij zijn intrede in de politiek als schepen van Middelburg en tot 1648 zou hij zes maal burgemeester zijn. Ook werd hij herhaaldelijk gedeputeerd naar de vergadering van de Staten van Zeeland als pensionaris van Middelburg en van daaruit naar de Staten-Generaal als raadpensionaris van Zeeland.
Sinds de periode van zijn adviseurschap slaagde hij erin een krachtige positie op te bouwen. Dit duurde tot in 1651 toen zijn aftreden geëist werd. In 1654 werd hij rentmeester-generaal van Zeeland Bewestenschelde en in 1662 werd hij opnieuw burgemeester van Middelburg.
Dankzij zijn huwelijk met Isabella Porrenaer werd hij heer van Aagtekerke en eigenaar van Waterlooswerve. Ze kregen een dochter, Johanna Thibaut van Aagtekerke (1645-1669).
In de kerk van Aagtekerke hangt een epitaaf ter nagedachtenis aan zijn familie, uitgevoerd door de beeldhouwer Rombout Verhulst.
- International Standard Name Identifier: 0000 0003 8889 4557
- Nederlandse Thesaurus van Auteursnamen: 110747062
- Virtual International Authority File: 282202054
- WorldCat: E39PBJyMfJFmTb6bGmJG93FR8C